# 蓟州镇铸钱局
蓟州镇局，明清时期的铸钱局，原址位于在今天津市蓟州区区政府招待所西院。

## 历史
明朝天启年间，在蓟州镇设立铸钱局，鼓铸钱币，后因故停办。初铸小平钱，后铸折十大钱，蓟州所铸的折十大钱背面穿上铸“镇”记局，下铸“十”记值。蓟州所铸的钱币多用于为与后金作战的军队发放军饷，很少直接用于民用。
清初沿用明制，顺治元年（1644年），清军入关后恢复了蓟州镇局的铸造，蓟州钱局开炉鼓铸顺治通宝，不仅用于发放兵饷，也用于民用。由于铸币所需的铜料的供应无法保证，且要控制银钱比价，蓟州等局的铸造也是时断时续。顺治八年（1651年），清政府开始发行钞票，对制钱的需求大减，蓟州等局被关停裁撤。蓟镇钱局从顺治七年十二月起至八年十月停炉止，铸出制钱撘放兵饷外获余息一千九百多两。
顺治十年（1653年），停止发行钞票，蓟州等铸局又复开鼓铸，顺治十四年（1657年）停铸，顺治十七年（1660年）复开。
康熙元年（1662年），蓟州镇局依式改铸康熙通宝，但不久由于制钱过量、钱价大跌停止了各省镇的鼓铸。六年复开，十年又停。康熙六十一年（1722年），清政府规定了一省一局的原则，蓟州等7个钱局被裁撤。

## 所铸钱币
| 钱币名称 | 开铸时间   | 停铸时间                                       | 形制特征                                                         | 备注 |
| -------- | ---------- | ---------------------------------------------- | ---------------------------------------------------------------- | ---- |
| 天启通宝 |            |                                                | 天启通宝小平钱，背穿上铸“镇”字记局                               |      |
| 天启通宝 |            | 天启通宝折十大钱，穿上铸“镇”记局，下铸“十”记值 |                                                                  |      |
| 顺治通宝 | 顺治元年   | 顺治八年                                       | 背无文，重一钱二分或一钱二分五厘                                 |      |
| 顺治通宝 | 顺治十年   | 顺治十四年                                     | 背文有穿左铸“一厘”，穿右铸“蓟”字记局的；也有单铸“蓟”字的         |      |
| 顺治通宝 | 顺治十七年 | 不详                                           | 顺治通宝“满汉文”式，背穿左满文局名，穿右为汉文局名，局名用“蓟”字 |      |
| 康熙通宝 | 康熙元年   | 旋停                                           | 背穿左满文局名，穿右为汉文局名                                   |      |
| 康熙通宝 | 康熙六年   | 康熙十年                                       | 背穿左满文局名，穿右为汉文局名                                   |      |